# Господарка дому
«Господарка дому» — кінофільм, в головних ролях Стів Мартін, Голді Хоун і Дана Ділейні у ролі Бекі Меткалф. Дітям рекомендується перегляд разом з батьками.

## Сюжет
Архітектор Девіс (Мартін) з дев’ятого класу любив Беті. Він побудував ідеальний будинок для своєї коханої (Ділейні), зробив їй пропозицію, а вона відмовила, вважаючи його непрактичним мрійником і невдахою. З горя він зайшов в угорський ресторан і підчепив дівчину Ґвен (Хоун), яка видавала себе за угорку. Він провів з нею одну ніч і намалював ідеальний будинок на паперовій серветці, а вранці пішов на роботу. Ґвен знайшла будинок за малюнком, видала себе за його дружину, купила меблі, посуд, собаку, познайомилася з його батьками, з Беті — вона була патологічною фантазеркою і брехала так натхненно, що усі їй не просто вірили, але і закохувалися в це простодушну, романтичну істоту. Коли Девіс довідався про це, то люто здивувався, але потім належно оцінивши її здібності, вирішив використати їх, щоб добитися любові та прихильності Беті. Ну і, певна річ, в кінці він закохується у Ґвен, бо хто може відмовитися від такої дружини — вона помирила його з батьком, домоглася підвищення на роботі, змусила повірити в себе…

## У ролях
- Стів Мартін — Ньютон Девіс
- Ґолді Гоун — Ґвен Філіпс
- Дана Ділейні — Бекі Меткалф
- Джулі Харріс — Една Девіс
- Доналд Моффет — Джордж Девіс
- Пітер Мак Нікол — Мерті
- Річард Шулл — Ральф
- Лорел Кронін — Мері
- Рой Купер — Вінстон Мосбі